# Moba
Mobe su jedan od oblika udruživanja i međusobnog ispomaganja radne snage na selu, rasprostranjen u istorijsko-geografskoj celina u severozapadnom delu Bosne i Hercegovine, od Bihaćke Krajine do Vrbasa, Plive, Glamoča i Livna, koja datira od austrougarske okupacije 1878. godine. Tada je najveći deo ovog prostora obuhvatala oblast Donji Kraji, po kojoj je Krajina i dobila ime. Kasnije je osnovana ugarska provincija Jajačka banovina, a nakon njenog pada teritorija je pripojena Bosanskom sandžaku u okviru Osmanskog carstva. Naziv Bosanska Krajina je prvi put zabeležen u istorijskim izvorima 1593. godine. Od tada pa sve do 50-tih godina 20 veka  ženske mobe su se u Bosanskoj Krajini zadržale kao značajni socijalni kulturni činilac u životu srpskog naroda na ovom prostoru.
Mobe se danas u Bosanskoj Krajini manje primjenjuju. Upotreba savremenih mehanizacionih sredstva, olakšala je pojedincima obavljanje poljoprivrednih radova (žetve), dok sa sa druge strane mladi ljudi sve više iseljavaju u gradove i u njima neguju druge oblike druženja kroz raznovrsnije sadržaje.

## Istorija
Mobe su se u prošlosti sazivale radi uzajamne pomoći pri obavljanju obimnijih sezonskih poljoprivrednih poslova. Sazivale su se i pri izgradnji privatnih građevinskih objekata. U mnogim selima se priređuju pri izgradnji crkava, zajedničkog seoskog puta i drugih zajedničkih i javnih objekata. Odlazak na mobu se razlikuje od najamnog rada i obavlja se na dobrovoljnoj bazi. Pomagači nisu primali nikakvu novčanu naknadu za rad.

## Opšte informacije
Koliko su pojedine mobe (čiji naziv potiče od reći molba)  bile zastupljene u  krajevima sa slovenskim življem, zavisilo je od fizičko – geografskih uslova (nadmorske visine, vrste zemljišta i klime), koji su direktno ili indirektno uticali na život i rad čoveka, od stepena korišćenja savremenih mehanizacionih sredstava u obavljanju seoskih radova i od kupovine industrijskih tekstilnih sirovina i proizvoda.
Mobe kao jedan od oblika udruženog rada u većini krajeva zadržale su se do 1950-ih godina, dok su nekim siromašnijim, izolovanijim i manje pristupačnijim krajevima, u kojima se tradicija slovenskog naroda duže zadržala ove vrste moba se i danas primjenjuju. To znači da se brinulo da uvek bude dovoljno radnika za obavljanje svih vrsta poslova. Međutim, tokom vremena broj članova u domaćinstvima u Bosanskoj Krajini se smanjivao, a u 20. veku  neka domaćinstva potpuno nestaju. To je uticalo na dalji razvoj različitih običajno-pravnih institucija razmene rada među kojima je moba bila najvažnija.
Međutim, pored osnovne funkcije mobe da se pomogne drugom u obavljanju nekog posla, narod se najčešće odazivao na mobe radi druženja, pevanja pesama, igre i veselja, odnosno, i ostalih radnji kojima seljani upotpunjavali i uveseljavali život na selu.
Na mobama je svako imao priliku da se istakne: dobar radnik, pevač, guslar, govornik, šaljivdžija, dobra kuvarica, pletilja.
Mnoštvo izvornih narodnih pesama Bosanske Krajine nastalo je i pevano na mobi i o mobi.
Na mobu su po pravilu dolazili svi koji su pozvani, izostajao je samo neko ko iz objektivnih razloga nije mogao da dođe (bolest, neka druga odranije dogovorena obaveza i sl.).
Moba nije podrazumevala obaveznost uzvraćanja, ali „gledalo se da se vrati” – uobičajen je odgovor žitelja  sela Bosanske Krajine.

## Cilj
Osnovni cilj  mobe kao jednog od oblika udruživanja seljana i međusobnog pomaganja, i sveobuhvatni izraz života jedne seoske zajednice, koji je od davnina upražnjavan u Bosanskoj Krajini,  bio je da se:
- drugome pomogne, uglavnom leti kada se više vremena provodilo u radu na polju.
- ljudi zbliže, posebno mladi u jesen i zimu, kada su imali više vremena za razonodu.
- postojala je i moba iz milosrđa, na koju se dolazilo bez poziva – u slučaju kada treba pomoći nekoj siromašnoj porodici ili kada neka kuća ostane bez domaćina. U tom slučaju domaćini nisu imali obavezu da hrane mobare.

## Značaj
Zahvaljujući mobama sačuvane su mnoge vredne narodne pesme, zdravice, dosetke, zagonetke, stari kuvarski recepti, razne igre Bosanske Krajine.
Mobom su stanovnici Bosanske Krajine slavili berićet, dobar prinos, bogat rod. Ali i spokoj, bogatstvo, rad, radost.
Na mobama se praštalo, mirili su se zavađeni, stvarala pobratimstva, učvršćivale veze.
U sredinama gde su mobe dobro funkcionisale, nije bilo neženja ni velikih svađa, razmirica, niti tužbi i suđenja.
Na mobama su mladi učili od starijih kako da se pripreme za život i raznorazna iskušenja. Svako od svakoga ponešto je učio i tome se radovao.
U Bosanskoj Krajini se na mobama afirmisao patriotizam, optimizam, čovekoljublje, vrline, svoji običaji; a mladi Krajišnici brže odrastali, lakše se integrisali u seoskoj i široj zajednici, postajali odgovorni, hrabri, priznati, moralni  ljudi. Drugim rečima, mobe su bile svojevrsno ogledalo narodne duše.

## Oblici

### Žetva, okopavanje kukuruza kosidba i sakupljanje plodova
U Bosanskoj Krajini je najpoznatija kosačka moba, koja je i danas zadržala svoju tradiciju. Kosidba je jedna od najtežih fizičkih radova, i na nju se pozivaju najbolji i najsnažniji kosci. Dobrog kosca su činili i dobra kosa, klepac i babica, brusevi, kvasilica. Zbog napornog posla, koscima se sprema i donosi jaka hrana. Tokom dana, njima se donosi voda, a to uglavnom rade devojke.   Kada se trava osuši, saziva se nova moba da se ona pokupi i složi u sena.
Ništa manje naporan posao  na mobi je i žetva  žita,  branje plodova voće  i  okopavanje kukuruza, pa se i ova  moba zadržala u pojedinim  selima i do danas. Kada se trava osuši, saziva se nova moba da se ona pokupi i složi u sena.
Određivanje vremena mobe bio je veoma delikatan posao. Trebalo je tačno znati kada je koji žetveni  ili drugi plod sasvim sazreo i kada je spreman za žetvu i sakupljanje. Ni pre ni kasnije, jer bi se napravila velika šteta u takvim slučajevima. Šteta bi bila kako u količini roda tako i u kvalitetu. Odlaganje žetve radi većeg roda dovodilo je do neželjenih problema sa vremenom, a prerana žetva bi dala manji urod.
Na manjim poljima gde mehanizacija nema pristup, poljoprivrednici su bili prinuđeni da žetvu obavljaju na stari tradicionalni način, ručno i jednostavnim oruđima kao što su srp, kosa, vile i grabulje. U takvim uslovima ženska moba je bila od izuzetnog značaja, jer nikada nije bilo dovoljno muške radne snage. Zbog svoje fizičke snage muškarci su vezali snopove, po četiri snopa sastavljali skupa i uspravljali ih da se suše, a žene su sekle srpom žito. Užina je bila oko šesnaest sati, a potom se odmaralo jedan sat. Za užinu je donošena sveža raznovrsna hrana i piće. Posle užine radilo se do sumraka, a ukoliko se ne završi žetva toga dana nastavlja se sutradan.

Najčešće se u Bosanskoj Krajini želo “u zajam”. pa na Zmijanju za ovu mobu kažu: 
“Danas ćeš ti žeti meni, pošto je moje žito prispjelo za žetvu, a šjutra će rođeni moj, kad tvoj žito bude zrelo, moja čeljad žeti tebi.”11
U toku žetve pevaju se ženske pesme, spontano i po redu. U većini krajeva u Bosanskoj Krajini žetve su se završavale uz pesmu, igru i večeru kod domaćinove kuće.
Jedna od omiljenijih moba, bilo je branje kukuruza. Ona je tradicionalno padala u vreme kada se devojke udaju ili momci žene, pa je imala posebnu draž i lepotu. Oko velike gomile kukuruza, najčešće su se okupljali momci i devojke, koji su pričali šale, postavljali zagonetke, pevali, jedni drugima se udvarali, flertovali, razmenjivali informacije, prepričavali najnovije zgode i dogodovštine svojih rođaka i komšija. Za jednu noć, okomiša se ceo kukuruz, koji se smešta u ambar, a meka komišina u slamarice i jastuke. U takvoj atmosferi, ne retko, uz harmoniku, frulu ili gusle, malo se ko umarao, a domaćin je čašćavao komišare jelom, pićem, voćem, kolačima. 

Žetva se obično organizovala sa više ljudi na jednoj njivi u jednom danu, kako bi se jedne njive u toku dana pokupila sva letina, a sve se radilo ručno. Stabljike žita se drže rukom i seču srpom. Zatim se više stabljiki skuplja i vezuje u snop a snopovi se ređaju na gomile kako bi se kasnije odvezli kući na vršidbu.
Uobičajeno je da se mobe završavaju istoga dana ili iste noći. Retko, moba traju i duže  (kosidba, žetva, okopavanje kukuruza).
Domaćin mobe je u obavezi da za sve učesnike pripremi ručak ili večeru, u zavisnosti od vrste posla koji se obavlja, ponekad i doručak. Za takve prilike žene  su pripremale najukusnija jela.  Kako je za pripremu jela, domaćici bila potrebna pomoć,  u toj  kući, takođe, je organizovana ženska mob, na kojoj su se okupljale  žene koje najbolje kuvaju. One su tokom mobe razmenjivale  iskustva u spremanju jela, a devojke, uz njih, učile ili same pripremale jednostavnije obroke. U selu se znalo ko pravi najbolju pitu, priganice, cicvaru, pirijan, kolače, itd. Tokom jela upućivane su pohvale vešto pripremljenim jelima.
Tokom dana, učesnicima mobe je donošena voda i piće,  a to su uglavnom radile devojke.
Danas se žetva obavlja mehanizacijom: kombajnom, žetelicom, traktorom i ostalom priključnom mehanizacijom, pa je potreba za ćenskom mobom svedena na minimum.

### Prelo ili ženska moba
Vid mobe su i ženska prela i posela, na kojima se prelo, plelo i vezlo. A sve to uz pesmu, priču i pouku mlađima – da svako pokaže ono što najbolje zna i ume.
Ženske mobe se organizuju zimi, u relaksiranim uslovima, a prelo je najpoznatije okupljanje. Na prela se najradije odlazilo jer je bilo najviše radosti i veselja. Trajale su ponekad  preko cele noći. U Bosanskoj Krajini Prema navodima Gubić Ljubomira u njegovom radu “Porodična zadruga Medići”, ženska deca počinju plesti i presti u osmoj godini, a tkati u šesnaestoj.
Momci su na prela dolazili kasnije, u grupama. Sedeli su pored devojaka koje im se sviđaju. Tokom rada one su pevale, a kad se završi prelo počinje i sijelo. To je najinteresantniji i najzabavniji deo prela.
Na prelu nije bilo velike razlike u godinama, najčešće su učesnici prela bili približno istih godina. Kako bi se sačuvao ugled i čast mladih devojaka, na prela su pozivane i majke devojaka, ukoliko su one poznavale majku od “devojke domaćice”. Njihove majke su sve vreme održavanja prela bile u zasebnoj prostoriji i odatle budno pratile događanja na prelu.
Okupljeni, ujedinjeni, spojeni istim željama, mladi su afirmisali najvrednija ljudske emocije: bliskost, prisnost, ljubav, život. Po završetku posela, mladići su pratili devojke do njihovih kuća.

### Zidarska moba
Moba je bila veoma važna prilikom zidanja kuće. Naime, u prošlosti, kada se gradio stari tip kuće poznat kao „dinarska brvnara“ ili bondručni tip kuće, koju je svaki domaćin podizao, sazivala se moba da bi se taj posao lakše i brže obavio.
Međutim, od 1950-tih godina, kada je izgradnja kuće podrazumevala angažovanje obučenog majstora-zidara, mobe su organizovane da bi se pripremio materijal za gradnju. Od tog perioda moba više nema onu formu koju je imala ranije i vremenom će, posebno sa pojavom građevinske mehanizacije u selima, izgubiti svoj prvobitni značaj.

### Milosrdna moba
Milosrdne mobe  obavljale su se kod siromašnijih domaćina koji ne mogu sami da urade svoje poslove, kod bolesnih, kod udovica ili u kućama u kojoj nema ženske čeljadi.

### Moba pozajmica
Za razliku od klasične mobe, mobe pozajmice su se morale vratiti. Zato su sva dešavanja u toku mobe pozajmice dosta skromnija (od broja ljudi koji učestvuju, od veselosti samih ljudi do gozbe koja je skromnija). Pozajmica se može obaviti tako da se pozajmljuje stoka umesto radne snage ili se za jednog kosača vraćaju dva kopača (zato što je kosački rad teži od kopačkog).
Poseban oblik pozajmice bila je sprega, sastavljanje, četvorenje, samo što se kod sprege pozajmica bila u radni sa stokom, oranju, vuči žita, drva, kamena i sl.

Ova vrsta razmene rada odvijala se sa strogo utvrđenim reciprocitetom u uzvraćanju usluge. Pri pozajmici se poštovalo pravilo: 
kada se rad daje i kada se uzima, koje vrste rada se uzimaju i koje se uzvraćaju.
 Rad se merio prema težini i strogo se poštovalo pravilo da se težak posao, kao što je kosidba, ne uzvraća lakšim, na primer, branjem kukuruza ili skupljanjem šljiva.

## Literatura
- Milan T. Vuković, Narodni običaji, verovanja i poslovice kod Srba sa kratkim pogledom u njihovu prošlost, Beograd 1985. god.
- Ljubomir Gubić, Porodična zadruga Medići, Zbornik krajiških muzeja, Banja Luka 1969. god.
- Grozda Regoda, Sazvučja Zmijanja, Zavičajno društvo “Zmijanje”, Književna zajednica Vaso Pelagić, Banja Luka 2002. god.
- Milan Z. Vlajinac, Moba i pozajmica, Narodni običaji udruženog rada, opis, ocena i njihovo sadašnje stanje, Srpska Kraljevska Akademija, Srpski Etnografski Zbornik , knjiga XLIV, drugo odjeljenje, Život i običaji narodni, knjiga 18, Beograd 1929. god.
- Milan Karanović, Nekolike velike porodične zadruge u BiH, Glasnik Zemaljskog Muzeja u Bosni i Hercegovini, 1938. god.
- Petar St. Ivančević, Srpski narodni običaji, Bosanska Vila, 1904. Godina Pripovjedači: Nedeljka Vujić, (rođena Gavrić) iz sela Crkvene kod Prnjavora a sada nastanjena u Banjaluci, Ljubica Kontić iz sela Ravnog (kupreški kraj) a sada nastanjena u Banjaluci

## Spoljašnje veze
- Upamti pa mobu vrati[мртва веза] - Politika onlajn od 19. 10. 2019
- Корени: Обичаји и традиција код Срба: Моба
- Моба
- Српска дијаспора: Председник Матице исељеника Србије Радован Калабић у Бечу